# Peter Brignall
Peter Brignall (né le 5 juillet 1953 à Whetstone en Londres) est un ecclésiastique britannique de confession catholique. Il est nommé évêque de Wrexham en 2012.

## Carrière
Peter Brignall entre au séminaire d'Allen Hall (en) en 1972. Il est ordonné diacre en juin 1977 dans la cathédrale de Westminster par l'évêque auxiliaire du diocèse Victor Guazzelli. Le 18 février 1978, il reçoit l'ordination sacerdotale de l'évêque de Menevia, Langton Fox (en). Il est incardiné dans le diocèse de Menevia et occupe ses premiers postes dans les paroisses de Connah's Quay et Llandudno. De 1980 à 1985 il est aumônier de l'Université de Bangor (alors dénommée University College of North Wales), et des hôpitaux de la ville.
En 2003 il devient vicaire général du diocèse de Wrexham. Il succède à l'évêque Edwin Regan en juin 2012. Il reçoit l'ordination épiscopale le 12 septembre 2012.